# 유하나
유하나(柳河娜, 1986년 3월 22일~)는 대한민국의 배우이다. 아시아나항공 모델 출신이며, 2011년 12월 야구 선수 이용규와 결혼하였다.

## 학력
- 안양예술고등학교
- 중앙대학교 연극학 휴학

## 주요 출연작

### 영화
- 2004년: 《나두야 간다》
- 2007년: 《경의선》 ... 미라 역

대만 영화
- 2006년: 《6호 출구》
- 2010년: 《도쿄 택시》 ... 미소라멘 역

특별 출연
- 2010년: 《육혈포 강도단》 ... 지애 역

### 드라마
대만 드라마
- 2007년: 대만 TTV 《방양적성성》
- 2007년: SBS 특별기획 《조강지처 클럽》 ... 최현실 역
- 2009년: KBS2 주말연속극 《솔약국집 아들들》 ... 오은지 역
- 2011년: SBS 월화드라마 《파라다이스 목장》 ... 박진영 역
- 2011년: SBS 월화드라마 《내게 거짓말을 해봐》 ... 호텔에서 결혼할 여자 역

### CF
- 전자랜드
- E1
- 아시아나항공 전속모델

## 앨범
- 2010년: 후애 - 육혈포 강도단 O.S.T